# الجمعية الإسلامية للموظفين
الجمعية الإسلامية للموظفين (بالفارسية: جامعه اسلامی کارمندان) هو حزب سياسي إيراني أصولي تابع لجبهة أتباع خط الإمام والقائد.